# Rábaszentmárton
Rábaszentmárton (korábban Németszentmárton, németül: Sankt Martin an der Raab, horvátul: Sveti Martin, szlovénül: Sveti Martin) mezőváros Ausztriában, Burgenland tartományban, a Gyanafalvi járásban.

## Fekvése
Gyanafalvától 3  km-re délnyugatra, a Rába jobb partján fekszik. Döbör (Doiber), Farkasdifalva (Neumarkt an der Raab), Gercse (Gritsch), Rábaőr (Oberdrosen) és Velike (Welten) falvak tartoznak hozzá.
A kataszteri közösségek Döbör, Gercse, Farkasdifalva, Rábaőr, Sankt Martin an der Raab és Velike.

## Nevének eredete
Nevét a Szent Márton tiszteletére szentelt középkori templomáról kapta.

Rábaszentmártoni panoráma

## Története
Területe már a római korban is lakott volt. Ezt bizonyítja az iskola utcájától északra található római halomsír. 1964-ben Franz Csenar földbirtokos egy 83  cm. magas fehér márvány torzót talált ezen a helyen, mely Ikaroszt, Daidalosz fiát ábrázolta. 1981-ben Franz Lauda szántóföldjén egy római sírkő bazalt tufából épített alapzata került elő, magát a sírkövet sajnos nem találták meg. A Burgenlandi Tartományi Múzeumban találhatók egy itt feltárt kora császárkori római női sírból származó pénzérme, két fibula és bronz övcsat. A pénzérme Traianus császáré volt. A szántások során vélhetően több római halomsír is elpusztult.
A mai települést 1387-ben említik először, de ennél sokkal régebbi lehet. Régi temploma már a 13. században állt, plébániáját is ekkor alapították. Templomát Szent Márton tiszteletére szentelték. Korábban ez a terület az Őrvidékhez tartozott, ahová királyaink a csatlakozott népekből határőrzőket telepítettek. A 12. században a németújvári grófok birtoka volt, majd 1183-ban III. Béla király az akkor alapított szentgotthárdi ciszterci apátságnak adta. 1266-ban IV. Béla a dobrai vár uradalmához csatolta. 1387-ben Luxemburgi Zsigmond Dobra várát az uradalommal együtt a Széchy családnak adományozta. 1605-ben a Rába völgyével együtt Bocskai hajdúi dúlták fel. 1607-ben a dobrai uradalom a Batthyány család birtoka lett. 1697-ben 222 lakosa volt. 1704-ben a környék településeivel együtt kuruc hadak égették fel. 1720-ban mindössze 14 házat számláltak a faluban. Temploma a középkori templom felhasználásával a 18. század közepén épült. Plébániájához tartoztak Döbör, Farkasdifalva, Gercse, Kistótlak, Rábaőr és Velike falvak. 1787-ben 74 házában 458 lakos élt. 1830-ban 76 háza és 559 lakosa volt. 1857-ben 81 házat és 570 lakos számláltak a településen.
Fényes Elek szerint " Rába-Szent-Márton, ném. falu, Vas vmegyében, közel Stájerországhoz, 154 kath. lak., paroch. szentegyházzal. F. u. gr. Batthyáni nemzetség. Ut. p. Keresztur."
Vas vármegye monográfiája szerint " Rába-Szent-Márton, 96 házzal és 645 németajkú r. kath. lakossal. Postája helyben van, távírója Gyanafalva. Határában fogják elvezetni a tervezett gyanafalva-muraszombati vasútvonalat. Itt van a körjegyzőség székhelye. Lakosai önsegélyző szövetkezetet tartanak fenn. Plébániája 1698-ban már virágzott; kegyurak gróf Batthyány Ferencz örökösei. Földesura a Batthyány-család volt."
1910-ben 3533 lakosából 3286 német, 59 magyar, 188 egyéb nemzetiségű lakosa volt. A trianoni békeszerződésig Vas vármegye Szentgotthárdi járásához tartozott. A békeszerződések Ausztriának ítélték. A második világháborúban a települést súlyos károk érték. A templom egy orosz tüzérségi lövedéktől kigyulladt, tetőszerkezete és tornya teljesen megsemmisült. Az újjáépítés a háború után rögtön megindult, de a település fejlődése csak 1955, az orosz csapatok kivonulása után kezdődött meg. Bevezették a házakba az elektromos áramot, elkészült a közvilágítás, kiépült a vízvezeték és végül 1978-ban a csatornahálózat is. 1971. január 1-jén hat községből megalakították Rábaszentmárton nagyközséget. Ekkor zárták be a csatlakozott falvak iskoláit és a gyerekek ezután a központba jártak iskolába. Az új iskolaépület 1975-ben lett készen és Josef Reichl nevét vette fel. 1979-ben mezővárosi jogot kapott. 2001-ben 2095 lakosa volt, melyből 2055 német, 13 szlovén, 7 magyar, 20 egyéb nemzetiségű volt.

## Nevezetességei

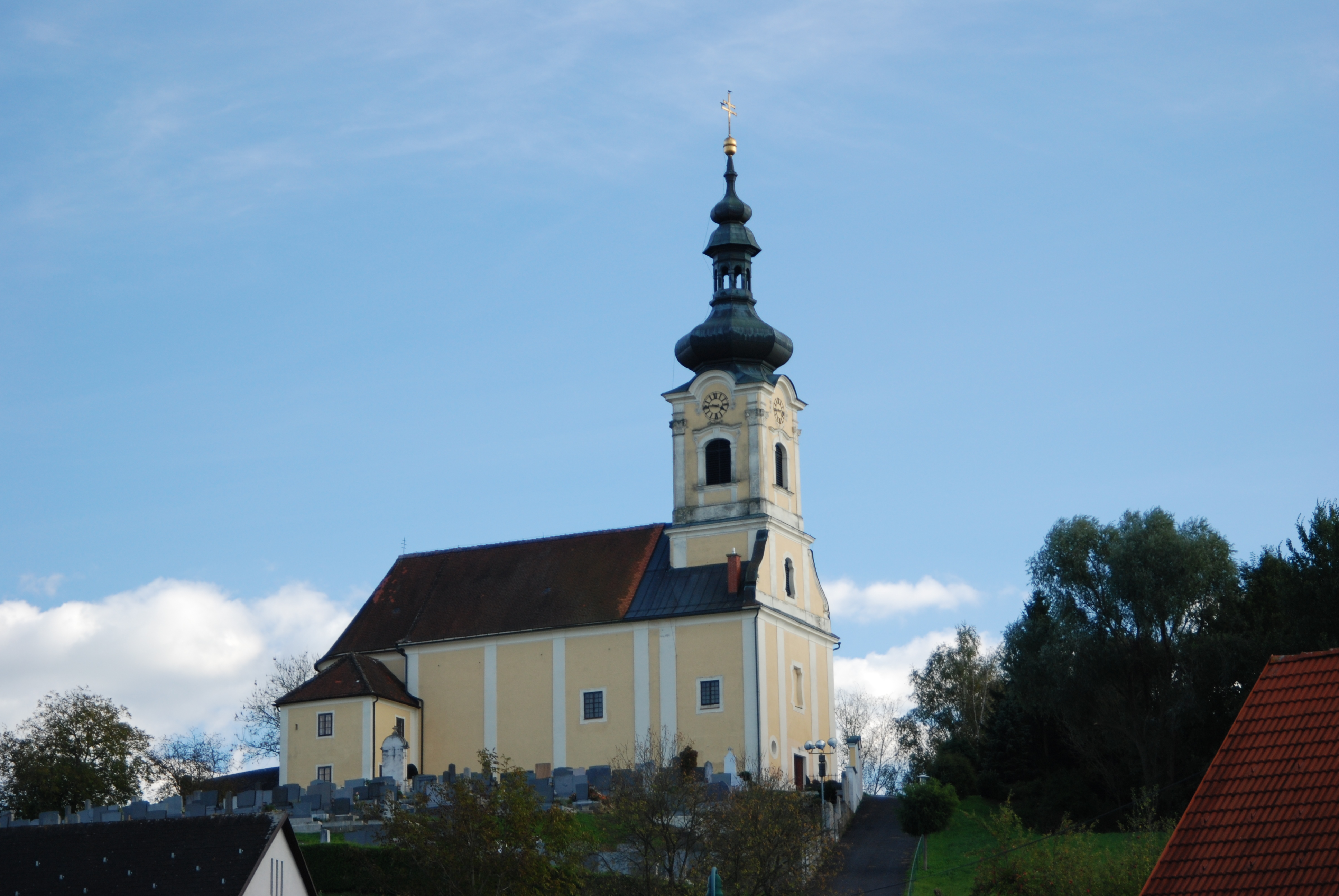
Szent Márton római katolikus plébániatemplom

- Szent Márton püspök tiszteletére szentelt római katolikus plébániatemplomát 1746-ban építették barokk stílusban egy 13. századi templom helyén.
- A Római Múzeum egy római villa és környékbeli római halomsírok maradványait mutatja be.
- A községi galériában a helyi művészek alkotásai láthatók.

## Híres emberek
Itt született 1859. augusztus 4-én Kárpáti Kelemen paptanár, régész, történész.

## Külső hivatkozások
- Hivatalos oldal
- Rábaszentmárton a burgenlandi települések portálján
- Geomix.at
- Magyar katolikus lexikon